# Адамсон, Джой
Джой Адамсон (англ. Joy Adamson), урождённая Фридерике Виктория Гесснер (нем. Friederike Victoria Gessner) (20 января 1910, Троппау, Австро-Венгрия, ныне Опава, Чехия — 3 января 1980, Национальный заповедник Шаба, Кения) — натуралистка, писательница, художница, защитница живой природы. Вырастила и выпустила в дикую природу львицу, гепарда и хотела сделать то же с леопардом. Известна своими книгами, где описывала свою жизнь среди диких животных в Африке и усилия по их защите от браконьеров.

## Биография
Родилась в семье зажиточного фабриканта. Любимым развлечением Фредерике Виктории была игра в охоту на львов. Она быстро бегала и хорошо пряталась, а густые светлые волосы как нельзя лучше подходили на роль гривы. С двенадцати лет Фредерике Виктория обучалась в закрытой экспериментальной школе. Училась девочка прилежно и легко справлялась с преподаваемыми дисциплинами. Будущая писательница часто посещала Венский зоопарк, она путешествовала, наблюдая за зверями. За свою жизнь она много раз переезжала из одной страны в другую. Они с её первым мужем Виктором договорились, что если Виктории понравится в Кении, то Виктор тоже приедет, и они будут жить вместе.
Двенадцатого мая 1937 года Фредерике отплыла на корабле из Генуи в Кению. На корабле Фредерике познакомилась с британцем Питером Бейли. Она развелась с Виктором и вышла замуж за Питера. Он дал супруге не только свою фамилию, но и новое имя – Джой. Вместе они провели пять лет. Супруги ездили по Африке, и Джой Бейли рисовала животных, растения и представителей коренного населения в традиционных нарядах.
На одной из вечеринок Джой заинтересовалась Джорджем Адамсоном, который без боя сдался жизнерадостной Джой. Она быстро получила очередной развод, и спустя два месяца они поженились.
Однажды Джорджу поручили выследить и убить львицу, которая нападала на жителей нескольких деревень. Выполнив задание, он обнаружил, что у львицы было трое маленьких львят. Джордж забрал их с собой домой. Двоих отправили в зоопарк, но одну самку Джой решительно отказалась отдавать. Малышка получила имя Эльса. Она решила сделать её членом семьи. Когда Эльсе исполнилось три года, они с Джорджем начали постепенно приучать львицу к свободе. Её отвозили всё дальше и дальше от лагеря и натравливали на подраненных животных, чтобы разбудить охотничьи инстинкты. Много раз Эльса возвращалась к людям, но, наконец, встретила молодого льва и ушла с ним. До Джой выращенного в неволе хищника вернуть в дикую природу не удавалось. Через год Эльса вернулась к Адамсонам с тремя львятами, которых тоже нужно было воспитывать. Также Джой имела дамана по имени Пати.
В 1960 году Джой Адамсон выпустила свою первую книгу «Рождённая свободной», в которой описывает результат своих трудов. В последующие годы Д. Адамсон написала ещё две книги о животных, являющиеся продолжением истории львицы Эльсы – «Свободная навсегда» и «Живущая свободной». В 1964 году Джой попросили взять к себе самку гепарда. Писательница была польщена оказанным ей доверием и решила сделать всё возможное, чтобы и этот гепард вернулся в дикую природу. О результатах и плодах их удивительной дружбы можно прочесть в книге Джой Адамсон «Пятнистый сфинкс». Последним бестселлером Джой Адамсон стала автобиография под названием «Дикое сердце».
Третьего января 1980 года писательницу нашли мёртвой на землях заповедника Шаба в Кении. Сначала было заявлено, что на Джой Адамсон напал лев. Но это оказалось неправдой. В итоге, виновным был признан 18-летний рабочий Накваре Эсаи, а мотивом – не то грабеж, не то месть за увольнение. Юноша получил пожизненное заключение. Сам он свою вину так никогда и не признал.
Согласно завещанию, её муж Джордж Адамсон кремировал тело и развеял пепел над могилами любимых зверей Джой — львицы Эльсы и гепарда Пиппы. Он пережил свою супругу на девять лет.

## Книги
- Born Free: A lioness of two worlds (1960) ISBN 1-56849-551-X — в русском переводе: Рождённая свободной (1966)
- Living Free: The story of Elsa and her cubs (1966) ISBN 0-00-637588-X — в русском переводе: Живущая свободной
- Forever Free: Elsa’s Pride (1964) ISBN 0-00-632885-7 — в русском переводе: Свободные навсегда
- The Spotted Sphinx (1969) ISBN 0-15-184795-9 — в русском переводе: Пятнистый сфинкс (1972)
- Pippa: The Cheetah and her Cubs (1970) ISBN 0-15-262125-3
- Joy Adamson’s Africa: Writings and sketches (1972) ISBN 0-15-146480-4
  - Адамсон Дж. Африка глазами Джой Адамсон. — М.: Прогресс, 1977. — 132 с. — 180 000 экз.
- Pippa’s Challenge (1972) ISBN 0-15-171980-2 — в русском переводе: Пиппа бросает вызов (1974)
- Peoples of Kenya (1975) ISBN 0-15-171681-1
- The Searching Spirit: An Autobiography (1978) ISBN 0-00-216035-8 — в русском переводе: Моя беспокойная жизнь (1981)
- Queen of Shaba: The Story of an African Leopard (1980) ISBN 0-00-272617-3 — в русском переводе: Королева Шабы
- Friends from the Forest (1980) ISBN 0-15-133645-8
- List and details of all books by Joy Adamson.

## Фильмы
- ELSA & HER CUBS  — 25 minutes Benchmark Films Copyright MCMLXXI by Elsa Wild Animal Appeal and Benchmark Films, Inc.
- JOY ADAMSON About the Adamsons  Producer-Benchmark Films, Inc.
- JOY ADAMSON’S AFRICA — (1977) — 86 minutes
- The JOY ADAMSON STORY (1980)  Programme featuring interviews with Joy Adamson about her life and work in Austria and in Africa, and her famous lioness Elsa. Director: Dick THOMSETT Production Company: BBC
- Bibliography of films by and about Joy and George Adamson.